# Абузид Омар Дорда
Абузид Омар Дорда (араб. أبو زيد عمر دوردة‎; 4 апреля 1944 — 28 февраля 2022) — генеральный секретарь Высшего народного комитета (премьер-министр) Ливии с 7 октября 1990 года по 29 января 1994 года, постоянный представитель Ливии в Организации Объединённых Наций с 1997 по 2003 год.

## Биография
Дорда с 1970 по 1972 год был губернатором Мисураты. Затем он занимал пост министра информации и культуры до 1974 года, а также заместитель министра иностранных дел, до 1976 года. В 1990 году он стал премьер-министром, а в 1997 он стал постоянный представителем Ливии в ООН, был им по 2003 год. 12 апреля 2009 года было сообщено, что Дорда был назначен главой ливийской национальной разведки, заменив Муссу Куссу.
31 марта 2011 года сообщалось, что он бежал в Тунис, но эта информация не подтвердилась. Был частью приближённого круга Каддафи. Дорда был арестован ПНС 11 сентября 2011 года.
Абузид Омар Дорда скончался 28 февраля 2022 года